# Соціалізація бика?
«Соціалізація бика?» (словен. Socializacija bika?) — словенський анімаційний фільм від режисерів Звонко Чоха та Мілан Ерича. Перший словенський художній фільм. Створений 1998 року Emotionfilm на замовлення RTV Slovenija.

## Сюжет
Сюрреалістична та химерна історія поєднує дослідження професора Розіна, який прагне прискорити еволюцію, з інцидентом у далекій галактиці, де кронпринц намагається забороняти сигарету, яка викликає антиеволюцію у представників його раси. Вона змінює його до рівня бика, потім його відправляють у 7-річне заслання на Землю, до найгіршої трави в галактиці. Головних героїв фільму озвучили Бране Грубар, Ніко Горшич, Віолета Томич, Даре Валич та інші.

## Виробництво
Фільм зроблений повністю вручну, з понад 20 000 малюнків, створених авторами у вільний час, а загальне виготовлення від першої ідеї тривало понад 12 років. Троє найнятих колег та друг Іво Штандекер допомагали їм вирізати та склеювати кадри, також через нудьгу від монотонного завдання вони створили одного з другорядних персонажів. Анімаційний фільм не мав назви, бо до останнього моменту було невідомо, чи зможуть вони його завершити.

## Відзнаки
У 1999 році за свою роботу автори отримали нагороду імені Франца Прешнера. Фільм також був відзначений нагородою на 42-му Міжнародному фестивалі документального та анімаційного кіно в Лейпцигу.